# Teatro Nacional de São Carlos
Teatro Nacional de São Carlos (TNSC) é a principal casa de ópera de Lisboa, em Portugal.
Foi inaugurado em 30 de junho de 1793 pelo Príncipe Regente D. João para substituir o Teatro Ópera do Tejo, que foi destruído no Terramoto de 1755, segundo projeto do arquiteto José da Costa e Silva. A inauguração ocorreu com a Ópera La Ballerina amante de Domenico Cimarosa.
O teatro está localizado no centro histórico de Lisboa, na zona do Chiado. No mesmo largo, em frente ao teatro, nasceu uma das mais importantes figuras da poesia portuguesa, Fernando Pessoa.

## História

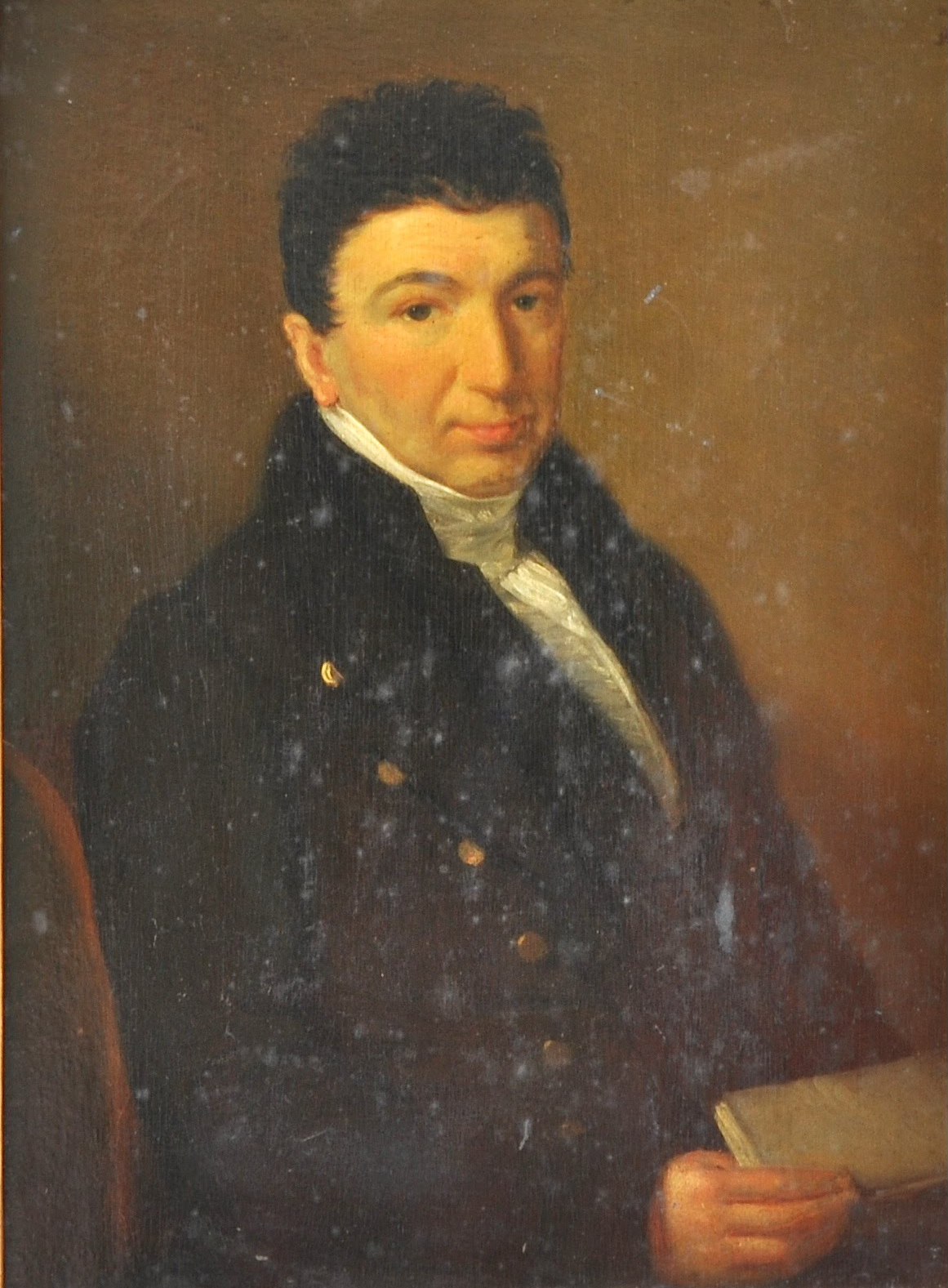
Joaquim Pedro Quintela (1748-1817), 1º Barão de Quintela

O Teatro Nacional de São Carlos (AFI: [ti'atɾu nɐsiu'naɫ dɨ sɐ̃ũ 'kaɾluʒ]) foi construído em apenas seis meses após desenho do arquiteto José da Costa e Silva, com elementos neoclássicos e rococó. O projeto geral inscreve-se na tradição dos grandes teatros italianos.  Aproxima-se do La Scala de Milão (fachada e interior) em termos de linguagem arquitectónica e sistema de acesso, mas a sala de espectáculos utiliza a forma elíptica, seguindo os preceitos do teórico francês Pierre Patte. Ao contrário do que é corrente ver escrito, o São Carlos de Lisboa não tem qualquer relação formal directa com o Teatro São Carlos de Nápoles.
A construção do teatro, decidida em 1792, num contexto político de hostil posição às ideias iluministas, só se tornou possível justificando-se como fonte de receita para uma obra de caridade - a Casa Pia, fundada em 1780 pelo intendente Pina Manique. Foi, aliás, este, então intendente da Polícia e antigo homem de confiança do primeiro-ministro Sebastião José de Carvalho e Melo, quem conseguiu obter da Coroa a permissão. Por detrás da justificação oficial, estavam, porém, os interesses de abertura e modernização da sociedade portuguesa de um grupo de grandes negociantes de Lisboa, entre outros, os contratadores do tabaco, que haviam prosperado na época pombalina. Um deles, Joaquim Pedro Quintela, feito barão em 1805 (sendo, mais tarde, o filho, com o mesmo nome, Joaquim Pedro Quintela, 1801–1869, 2º Barão de Quintela e também Conde de Farrobo, Diretor do próprio Real Teatro de São Carlos entre 1838 e 1840), que vendeu os terrenos para o edifício, incluindo nela a propriedade de um camarote de primeira ordem, com anexos e acesso privado à rua, fronteiro ao camarote lateral, de proscénio, da família real.
Não foi porém uma operação de mecenato. Tratou-se de um empréstimo, de um financiamento "bancário", feito por um conjunto de negociantes numa altura em que ainda não existiam bancos em Portugal, e que apenas em 1854 foi liquidado pelo Estado passando o teatro para propriedade pública. Ainda assim, o camarote que pertenceu originalmente à família Quintela, apenas ficou propriedade do Estado em 1940. Os financiadores da construção foram: Anselmo da Cruz Sobral, José Pedro Quintela, Jacinto Fernandes Bandeira, João Pereira Caldas e António José Ferreira.
Quarenta grandes negociantes de Lisboa, entre os quais a família Quintela, já tinham assumido um papel decisivo na área teatral, na época de D.José, com a criação de uma Sociedade para a Sustentação de Teatros Públicos, autorizada por alvará real de 1771, e de onde resultou o funcionamento de dois teatros públicos, com acesso mediante entradas pagas: o Teatro da Rua dos Condes, dedicado à ópera italiana, onde se celebrizou a Zamperini, e o Teatro do Salitre, para drama e comédia em língua portuguesa.

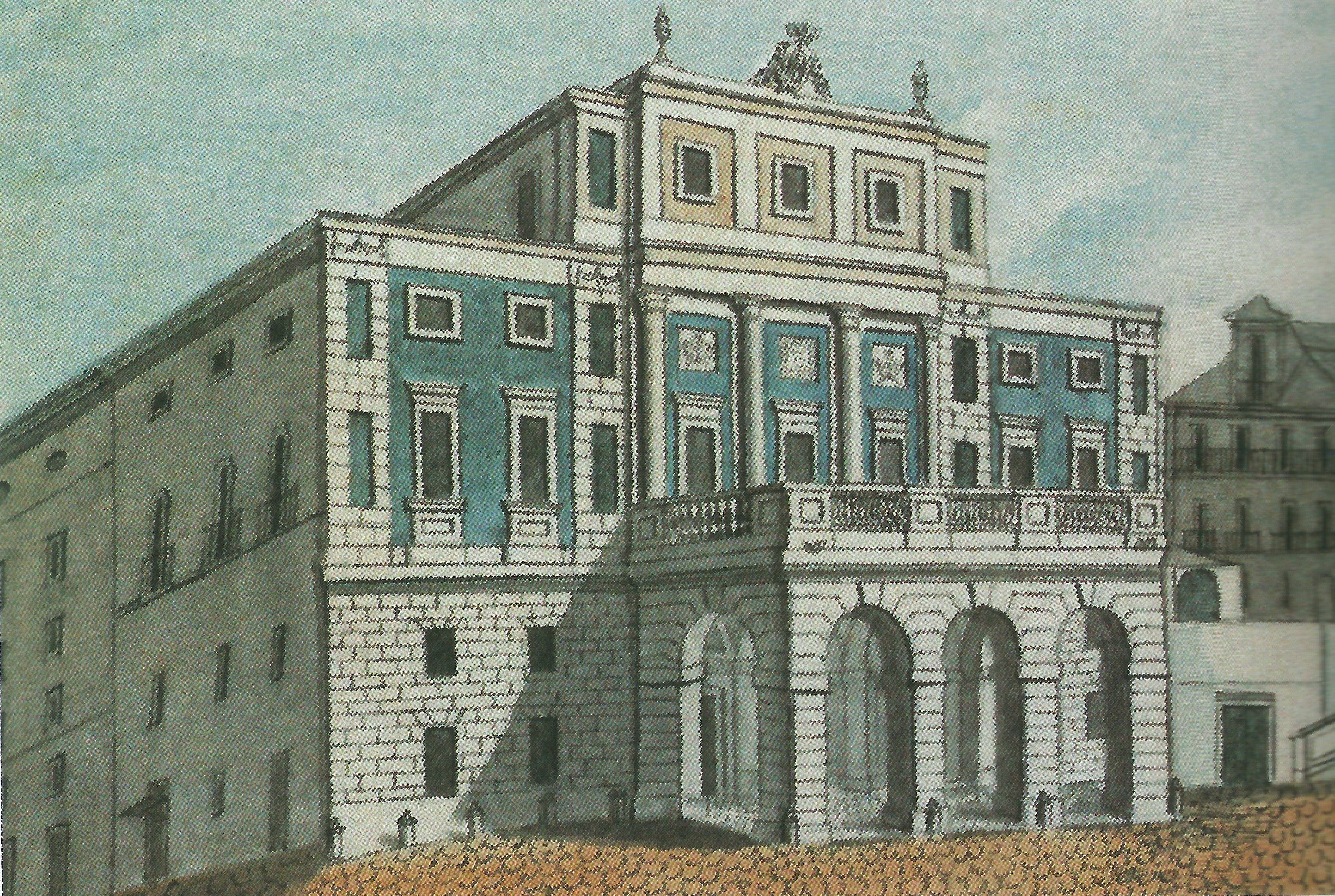
O Theatro Real de São Carlos durante a primeira metade do século XIX.

Em 1755, de acordo com o espírito iluminista ou de "despotismo esclarecido" da época, a própria Coroa fez inaugurar a faustosa "Ópera do Tejo", um teatro de corte, anexo ao antigo Paço da Ribeira, onde só se era admitido por convite. O Teatro de Ópera, que esteve em atividade apenas alguns meses, foi destruído pelo terramoto de 1 de Novembro de 1755. Com a inauguração do Real Teatro de S. Carlos, deixou de ser representada ópera italiana no Teatro da Rua dos Condes.
O teatro foi designado com o nome do onomástico da princesa D. Carlota Joaquina de Borbón (Infanta de Espanha), que veio a Portugal em 1785 já casada por procuração, em Madrid, com o infante D. João Maria Francisco que, por morte do irmão, o príncipe D. José, ascendeu a príncipe do Brasil e, em 1816, ocupou o trono como D. João VI. A inscrição latina da placa comemorativa, dedica o teatro à princesa.
No início do século XIX, quando a corte se transferiu para o Brasil para escapar às invasões das tropas napoleónicas, um teatro, a exemplo do São Carlos, foi construído no Rio de Janeiro .

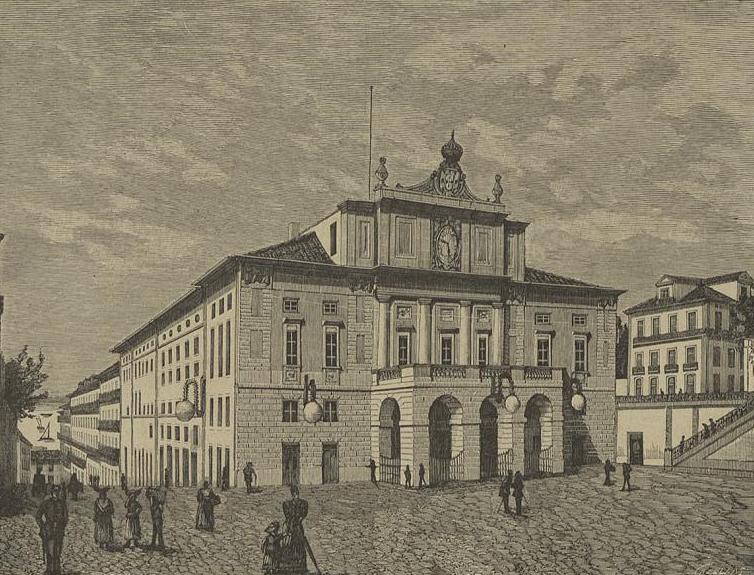
Vista exterior do "Real Theatro de S. Carlos", em 1893.

Até à queda da Monarquia o Teatro de São Carlos era habitualmente chamado "Teatro Italiano", o que mais se acentuou, na sequência da Reforma Teatral de Garrett (1836), com a inauguração em 1846 do Teatro Nacional e Normal (D. Maria II), o qual, todavia, era exclusivamente destinado ao teatro declamado. No "Teatro Italiano", pelo contrário, só cantavam as companhias italianas, com uso praticamente exclusivo da língua italiana. Não só os compositores portugueses eram obrigados a escrever sobre libretos em italiano ou traduzidos para italiano (como aconteceu com a primeira ópera de cariz nacional estreada no S. Carlos, A Serrana, de Alfredo Keil, 1899), mas também toda a ópera francesa e alemã, incluindo Wagner, foi sempre cantada em italiano até 1908. Assim, e não obstante o "Real Theatro de São Carlos" ser, na época, o teatro oficial por excelência, superando o próprio Teatro D. Maria II, era a língua italiana que nele prevalecia - ao contrário, por exemplo, da prática do Grande Ópera, em Paris, onde só era permitido o uso da língua francesa, mesmo para compositores estrangeiros (o que explica, nomeadamente, a existência de versões originais de Rossini, Donizetti, Verdi ou Wagner sobre libretos em francês, ou elaborados de raiz, ou traduzidos para o efeito). O projeto de um Teatro Nacional de Ópera chegou a ser objecto de um Decreto do Governo de Hintze Ribeiro (1902), prevendo-se que viesse a ser edificado onde hoje se encontra o edifício do Governo Civil, ao lado do S. Carlos. A concretização do projecto - deixada, aliás, pelo Estado à iniciativa privada - não passou do papel.
O largo fronteiro foi recuperado como espaço de passeio e lazer, incluindo uma esplanada que serve o restaurante concessionado pelo Teatro. Ocasionalmente, têm sido transmitidas récitas, em directo, para o Largo ("Teatro ao Largo") através de uma tela gigante e de um sistema de som especialmente montados para o efeito. A época de ópera decorre sensivelmente de Novembro a Junho, mas há concertos e bailado noutras alturas do ano. Alguns dos espetáculos organizados pelo TNSC são levados à cena no palco do grande auditório do Centro Cultural de Belém.

## O estilo

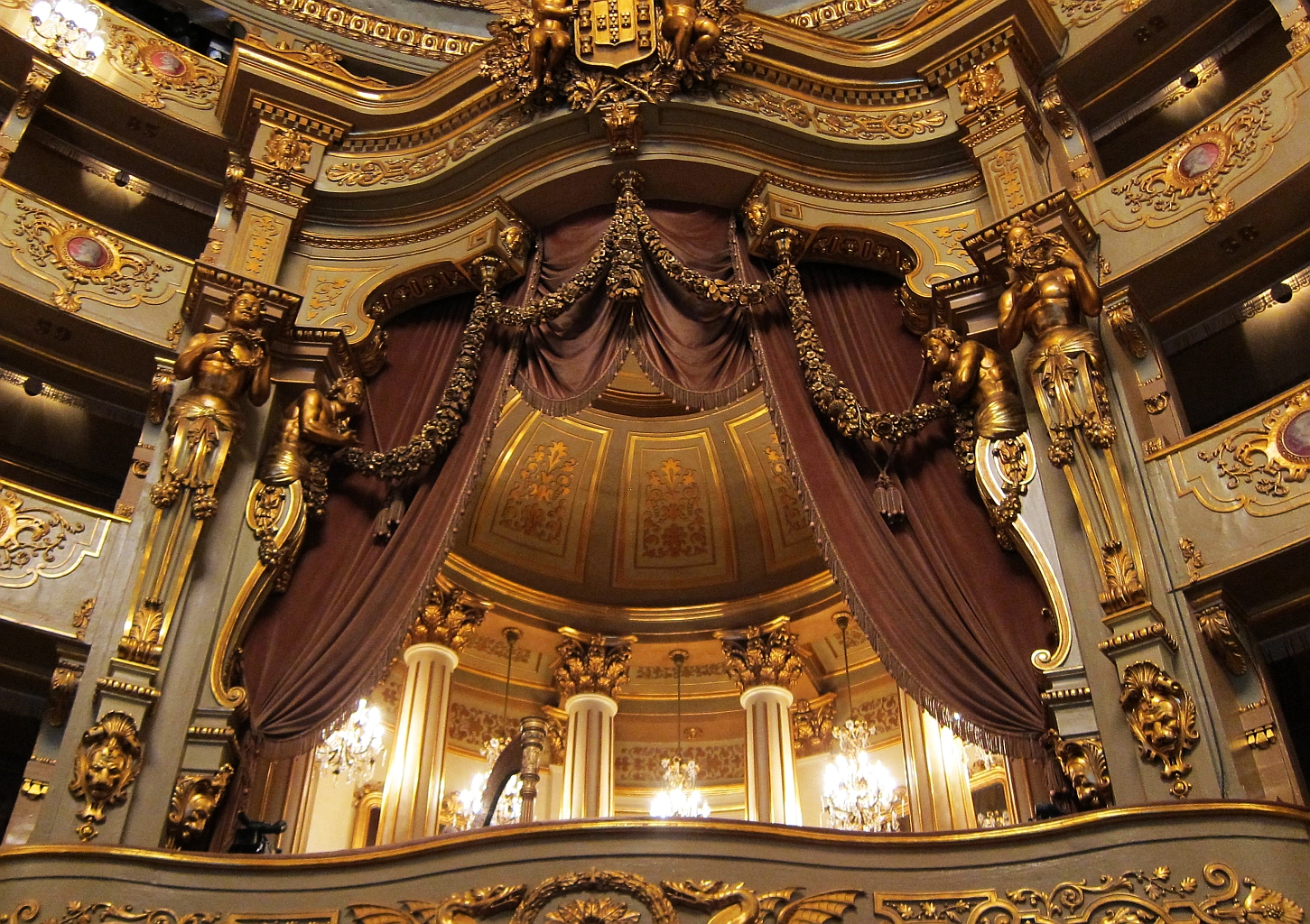
Interior do Teatro.

A fachada apresenta traços neoclássicos que integra perfeitamente o edifício na Lisboa pombalina.
No seu traçado arquitectónico e urbanístico burguês, a sala de espetáculos é desenhada como um espaço aristocrático, de representação oficial, fortemente hierarquizado nas suas cinco ordens de camarotes com uma tribuna real de rara imponência, porventura sem paralelo em teatros públicos desde o século XVIII, foi ricamente decorado pelo italiano Giovanni Appianni. O teto foi pintado por Manuel da Costa e por Cirilo Wolkmar Machado.
De forma elíptica e concebida de modo a que os pontos focais respetivos, no proscénio e no lugar do rei, correspondessem também ao ideal de uma acústica perfeita, a sala segue o modelo do teatro italiano, servindo primariamente a fruição do belcanto. A boca de cena é flanqueada por duas representações alegóricas douradas: a Virtude e o Costume.
O famoso compositor português da época, Marcos Portugal, tornou-se diretor musical do São Carlos em 1800 depois de regressar de Itália, e muitas das suas óperas foram estreadas aqui.
Entre 1828 e 1834, o São Carlos foi encerrado devido à Guerra Civil (1828-1834), que envolveu lutas entre os filhos de D. João VI e de D. Carlota Joaquina, D. Miguel e D. Pedro.
É verdadeiramente um palco exemplar, como decorre na descrição de Gustav von Heeringen relativamente à noite de gala por ocasião das núpcias da rainha D. Maria II com Fernando de Saxe-Coburgo, em 1836.
Em 1850, a iluminação do interior foi alterado para iluminação a gás, a mais recente tecnologia disponível; antes era iluminado por um grande lustre de azeite e por candelabros e lustres dispostos ao longo da sala, nas diferentes ordens. A iluminação elétrica foi instalada em 1887.
Conquanto, no essencial, a sala mantenha os traços originais, que fazem dela uma autêntica joia da arquitetura teatral do barroco tardio, sofreu várias alterações ao longo dos séculos XIX e XX: o proscénio foi encurtado, o fosso da orquestra, alargado e rebaixado. A remodelação de 1940 afetou irremediavelmente os poços acústicos por baixo do palco, que foram removidos, bem como destruiu o labirinto de corredores e escadarias abobadados e decorados com azulejos. Ganhou-se em desafogo e em representatividade dos acessos, mas perdeu-se em qualidade acústica, dada a função de caixa de ressonância do dispositivo originário.